# Вандерлей де Жезуш Соуза
Вандерлей де Жезуш Соуза (порт. Wanderley de Jesus Sousa) более известный, как Дерлей (порт. Derley; родился 2 августа 1989 года в Анаполис, Бразилия) — бразильский футболист, полузащитник клуба «Хуарес».

## Клубная карьера
Дерлей — воспитанник клуба «Интернасьонал». Для получения игровой практики он дважды на правах аренды выступал за «Наутико Ресифи». В 2010 году Дерлей вернулся в «Интернасьонал». 16 мая в матчей против «Гойяса» он дебютировал за родную команду в бразильской Серии А. В том же году Дерлей помог клубу выиграть Кубок Либертадорес. В 2012 году он присоединился к «Атлетико Паранаэнсе». 21 июля в поединке против «Витории» Дерлей дебютировал за новую команду. По окончании сезона он в третий раз на правах аренды стал футболистом «Наутико». В 2014 году Дерлей вновь был отдан в аренду, его новой командой стал арабский «Эмирейтс». 17 января в матче против «Дубай» он дебютировал в арабской Суперлиге. 23 января в поединке против «Аль-Вахда» Дерлей забил свой первый гол за «Эмирейтс».
Летом того же года он перешёл в мексиканский «Леон». 3 августа в матче против «Монаркас Морелия» Дерлей дебютировал в мексиканской Примере. 6 августа в поединке Лиги чемпионов КОНКАКАФ против гондурасского «Исидро Метапан» он забил свой первый гол за «львов».
В начале 2015 года Дерлей на правах аренды перешёл в «Минерос де Сакатекас». 10 января в матче «Коррекаминос» он дебютировал в Лиге Ассенсо. Летом Дерлей вновь отправился в аренду, присоединившись к клубу «Хуарес». 26 июля в матче против Лобос БУАП он дебютировал за новую команду. 17 октября в поединке против «Корас де Тепик» Дерлей забил свой первый гол за «Хуарес».

## Достижения
«Интернасьонал»
- Чемпион штата Риу-Гранди-ду-Сул — 2008
- Обладатель Кубка Либертадорес — 2010

 «Наутико Ресифи»
- Обладатель Кубка Пернамбуку — 2011